# Gène Eggen

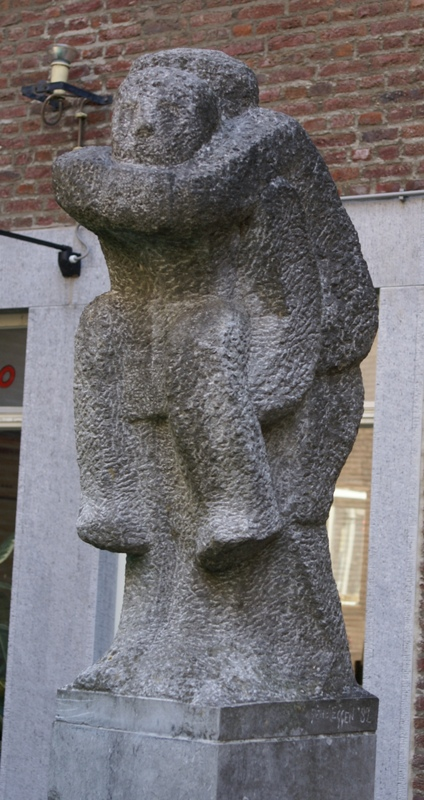
Ruiterspel (1982), Maastricht

Gène Eggen (Ulestraten, 5 april 1921 – Maastricht, 10 februari 2000) was een Limburgse tekenaar, schilder, monumentaal vormgever, graficus en beeldhouwer.

## Biografie
Eggen begon zijn opleiding aan de Middelbare Kunstnijverheidsschool in Maastricht, vervolgens studeerde hij aan de Rijksakademie van beeldende kunsten in Amsterdam (1943). Zijn grote leermeester was professor Heinrich Campendonk, hierdoor raakte hij beïnvloed door het Duits expressionisme. Karel Appel, Corneille, Pieter Defesche, Jef Diederen, Ger Lataster en Marianne van der Heijden waren studiegenoten van Gène. Samen met de laatste vier kunstenaars nam hij deel aan de tentoonstelling Jonge schilders 1950 in Heerlen, waaraan deze de geuzennaam 'Limburgse Amsterdammers' te danken hebben.
Eggen was een veelzijdig kunstenaar met een enorme productie, hij maakte beelden in hout en steen, boetseerde en goot in brons. Hij schilderde, maakte hout- en linosneden, aquarellen, tekeningen, monotypes en etsen. Naar verluidt maakte hij zo'n 30.000 stukken. Daarnaast is hij verantwoordelijk voor een groot aantal kunstwerken in de openbare ruimte.
Eggen was religieus van aard en dit kwam ook terug in zijn werk. Als kunstenaar nam hij een bijzondere plek in door eigenzinnig te zijn en niet mee te gaan in diverse trends waaraan de moderne kunst vaak onderhevig is. Hij hield vast aan door andere afgewezen tradities en maakte deze zichzelf eigen.
Als beginnend kunstenaar in 1948 maakte Eggen in Amsterdam gebruik van een lokale voorloper van de Beeldende Kunstenaars Regeling (BKR). Later als gevestigde kunstenaar hielp hij jarenlang mee met de uitvoering van de BKR en de ondersteuning van collega kunstenaars.
Eggen was lid van het Algemene Katholieke Kunstenaarsvereniging en van Scheppend Ambacht Limburg.

## Werken (selectie)
- Sint-Barbarabeeld (Eygelshoven) (1952)
- Sint-Barbarabeeld (Wessem) (1955)
- Sint-Barbarabeeld (Waubach) (1958)